# Mikojan-Gurevič MiG-9
Mikojan-Gurevič MiG-9 (rusko Микоян и Гуревич МиГ-9) je lovsko letalo ruskega konstrukcijskega biroja Mikojan-Gurevič (MiG). Letalo je bilo prvo sovjetsko serijsko reaktivno letalo.
MiG-9 so razvili iz preskusnega letala I-300. Z deli so začeli februarja 1945. S prvim letalom I-300 (F-1) je glavni preizkusni pilot Aleksej Nikolajevič Grinčik za dvajstet minut poletel 24. aprila 1946. V trup letala so ob strani vgradili dva turboreaktivna motorja RD-20 (реактивный двигатель) letalskega zavoda №16 iz Kazana, ki sta bila kopiji zaplenjenih nemških motorjev BMW 003A. Letalo je bilo za tiste čase izvirno. Vsa dotedanja reaktivna letala so imela en motor v trupu (He-178) ali nad trupom (He-162), motorja v krilu (Gloster Meteor) ali pod krilom (Ar 234, Me-262, idr.). Za konstrukcijo MiG-9 so nekateri predlagali kopijo že preskušenega nemškega Me-262.
Po preskusnih poletih so začeli serijsko izdelovati I-300 v Stalinovi letalski tovarni №1 v Kujbiševu in ga decembra 1946 kot MiG-9 dostavljati v Letalske sile SZ (VVS (ВВС)). Na osnovi MiG-9 so izdelali tudi dve šolski letali I-301T (FT-1 in FT-2). V zavodu №1 so izdelali vsega 604 letal MiG-9. Do leta 1948 so v več izpeljankah izdelali prek 1.000 letal. Letalo je imelo veliko težav s stabilnim letenjem in vodenjem, vendar so ga zaradi političnih razlogov vseeno vključili v enote.
NATO oznaka MiG-9 je bila »fargo«. Poleg Sovjetske zveze je bilo letalo tudi v oborožitvi Kitajske.

## Izpeljanke
| Izpeljanke           | Št. izd. letal | Opombe                         |
| -------------------- | -------------- | ------------------------------ |
| I-300                | 3              | Prototip                       |
| I-302                | 1              | Prototip                       |
| MiG-9F I-307         |                | Prva izdelavna izpeljanka      |
| MiG-9FS I-301        |                |                                |
| MiG-9UTI I-301T/FT   | 2              | Dvosedežno šolsko letalo       |
| MiG-9FL I-305FL      | 1              | Motor Ljulka TR-1A (13,244 kN) |
| MiG-9FF I-307        |                | Motor RD-20F (7,848 kN)        |
| MiG-9FR MiG-9M I-308 |                | Motor RD-21 (9,81 kN)          |
| MiG-9PB              |                | Dodatna rezervoarja            |
| MiG-9B               |                |                                |
| MiG-9L               | 1              | Dvosedežno preskusno letalo    |

## Lastnosti
Lastnosti (MiG-9FS) 

Razpon kril: 10 m 

Dolžina:  9,83 m 

Višina: 3,22 m 

Površina kril: 21,00 m2 

Masa praznega letala: 3.540 kg 

Masa polnega letala: kg 

Skupna (vzletna) masa: 5.070 kg 

Največja masa:5.500 kg 

Masa med bojem: kg 

Gorivo: l 

Oborožitev: en 37 mm Nudelmanov top NS-37 in dva 23 mm topa NS-23

Pogon: dva turboreaktivna motorja TRD RD-20 z 2 ·  7,848 kN potiska 

Cena: 

Posadka: 1

## Zmogljivosti
Največja hitrost: 911 km/h (965 km/h)

Največja hitrost ob morski gladini: 864 km/h 

Največja hitrost na višini 4.500 m: 911 km/h 

Srednja hitrost: 

Mejna hitrost strmoglavljenja: 

Pristajalna hitrost: 170 km/h 

Doseg: 1.100 km 

Največja višina: 12.800 m 

Vzpon: (5.000 m) 4m 18s

Akcijski radij: km 

Čas obrata: 37s

## Piloti MiG-9
| Pilot                         | Čin, služba, enota                     | Σ pol. | Opombe |
| ----------------------------- | -------------------------------------- | ------ | ------ |
| Peter Vasiljevič Bazanov      | vojaški pilot                          |        |        |
| Mark Lazarevič Gallaj         | polkovnik, vojaški in preizkusni pilot |        |        |
| Aleksander Ivanovič Pokriškin | vojaški pilot                          |        |        |
| Georgij Mihajlovič Šijanov    | preizkusni pilot                       |        |        |